# Horst Koschka
Horst Koschka   (Altenberg, 8 de setembre de 1943) és un biatleta alemany, ja retirat, que va competir sota bandera de la República Democràtica Alemanya durant les dècades de 1960 i 1970.
El 1968 va prendre part en els Jocs Olímpics d'Hivern de Grenoble, on disputà dues proves del programa de biatló i en què destaca la sisena posició en la cursa del relleu 4x7,5 km com a millor resultat. Quatre anys més tard, als Jocs de Sapporo, guanyà la medalla de bronze en la cursa del relleu 4x7,5 km formant equip amb Hansjörg Knauthe, Joachim Meischner i Dieter Speer.
En el seu palmarès també destaca una medalla de bronze al Campionat del món de biatló i cinc títols nacionals.